# Eva Sachs
Pour les articles homonymes, voir Sachs.
Eva Henriette Sachs (1882-1936) est une philologue classique allemande, dont la thèse reconceptualise la relation entre Théétète et Platon.

## Biographie et carrière
Eva Sachs est née à Berlin le 13 avril 1882. Fille du couple juif Immanuel Sachs et Minna Sachs (née Lachmann) , elle est devenue tôt orpheline.
Entre 1898 et 1902, elle fréquente le Victoria-Lyzeum. Puis, en 1904, elle s'inscrit à l'université Humboldt de Berlin pour étudier Platon. Elle suit des cours avec de grands spécialistes classiques tels qu'Ernst Cassirer, Otto Hirschfeld, Eduard Meyer et Friedrich Paulsen. Cependant, son grand mentor est Ulrich von Wilamowitz-Moellendorff, qui, entre 1904 et 1914, a offert plusieurs conférences et séminaires sur Platon et l'a inspirée à produire sa thèse sous sa supervision, avec Hermann Diels comme deuxième lecteur.
Dans sa thèse, De Theaeteto Atheniensi Mathematico, promue en 1914, elle a re-conceptualisé la relation entre Théétète d'Athènes, le mathématicien, et Platon.
Sachs a prouvé avec sa thèse que Théétète, fils d'Euphronios de Sounion, était, à la fois, le mathématicien et l'ami et l'élève de Platon. De cette façon, la Souda est responsable de provoquer la confusion de transformer le même Théétète en deux personnes distinctes,. Elle a également soutenu de façon convaincante que la bataille de Corinthe (Pl. Tht. 142a) dans laquelle Théétète est mort était celle de 369 av. J.-C. et non de 394 av. J.-C.
En raison de la bonne acceptation de ses conclusions de thèse par les plus hautes autorités en la matière, une version allemande élargie de cet ouvrage, Les cinq solides platoniciens: sur l'histoire des mathématiques et de la théorie des éléments chez Platon et les Pythagoriciens, a été traduite du Latin et publié en 1917.
Malgré la bonne réception de son travail, Sachs n'a pas poursuivi sa carrière. Malgré sa contribution aux réflexions de Wilamowitz sur sa célèbre étude sur Platon, publiée en 1919, elle est généralement considérée comme une source de preuves pour Wilamowitz, plutôt que comme une universitaire à part entière.
Eva Sachs a passé ses dernières années dans un asile et est décédée à Vienne en septembre 1936 .